# Texas Legends 2012-2013
La stagione 2012-13 dei Texas Legends fu la 6ª nella NBA D-League per la franchigia.
I Texas Legends arrivarono quinti nella Central Division con un record di 21-29, non qualificandosi per i play-off.

## Roster
| N°   | Naz.                    | Ruolo | Sportivo              | Anno | Alt. | Peso |
| ---- | ----------------------- | ----- | --------------------- | ---- | ---- | ---- |
| 0    | Stati Uniti (bandiera)  | G     | Justin Dentmon        | 1985 | 183  | 84   |
| 2    | Stati Uniti (bandiera)  | G     | Matt Dickey           | 1989 | 185  | 82   |
| 3    | Stati Uniti (bandiera)  | A     | Darius Rice           | 1982 | 208  | 101  |
| 9    | Stati Uniti (bandiera)  | G     | Solomon Bozeman       | 1987 | 185  | 79   |
| 9-11 | Stati Uniti (bandiera)  | G     | Sean Singletary       | 1985 | 183  | 84   |
| 12   | Stati Uniti (bandiera)  | GA    | Chris Douglas-Roberts | 1987 | 201  | 91   |
| 13   | Stati Uniti (bandiera)  | G     | Jared Cunningham      | 1991 | 193  | 88   |
| 13   | Stati Uniti (bandiera)  | G     | Mike James            | 1975 | 188  | 86   |
| 13   | Stati Uniti (bandiera)  | G     | Delonte West          | 1983 | 191  | 88   |
| 15   | RD del Congo (bandiera) | G     | Christian Eyenga      | 1989 | 201  | 95   |
| 15   | Stati Uniti (bandiera)  | A     | Vernon Lewis          | 1983 | 198  | 102  |
| 17   | Stati Uniti (bandiera)  | GA    | Chris Douglas-Roberts | 1987 | 201  | 91   |
| 18   | Stati Uniti (bandiera)  | G     | Jefferson Mason       | 1988 | 198  | 91   |
| 19   | Stati Uniti (bandiera)  | GA    | Fred House            | 1978 | 196  | 95   |
| 20   | Stati Uniti (bandiera)  | AC    | Dwayne Jones          | 1983 | 211  | 113  |
| 21   | Stati Uniti (bandiera)  | A     | Darius Rice           | 1982 | 208  | 101  |
| 23   | Stati Uniti (bandiera)  | G     | Luther Head           | 1982 | 191  | 84   |
| 23   | Stati Uniti (bandiera)  | G     | Chris Roberts         | 1988 | 193  | 93   |
| 24   | RD del Congo (bandiera) | G     | Christian Eyenga      | 1989 | 201  | 95   |
| 32   | Stati Uniti (bandiera)  | G     | Rashad McCants        | 1984 | 193  | 91   |
| 32   | Stati Uniti (bandiera)  | C     | Chas McFarland        | 1986 | 213  | 107  |
| 32   | Senegal (bandiera)      | A     | Ibrahima Thomas       | 1987 | 211  | 108  |
| 33   | Stati Uniti (bandiera)  | AC    | Melvin Ely            | 1978 | 208  | 111  |
| 34   | RD del Congo (bandiera) | G     | Christian Eyenga      | 1989 | 201  | 95   |
| 34   | Nigeria (bandiera)      | A     | George Odufuwa        | 1988 | 203  | 107  |
| 41   | Stati Uniti (bandiera)  | AC    | Dwayne Jones          | 1983 | 211  | 113  |
| 44   | Stati Uniti (bandiera)  | AC    | Sean Williams         | 1986 | 208  | 107  |

## Staff tecnico
- Allenatore: Eduardo Nájera
- Vice-allenatori: Ahmad Ajami, Jeremy Bender, Tyler Gatlin
- Preparatore atletico: Jackie Fisher